# Luigi Beccali
Luigi Beccali (9. listopadu 1907 Milán – 29. srpna 1990 Daytona Beach) byl italský atlet, běžec na střední tratě, olympijský vítěz v běhu na 1500 metrů z roku 1932.
Na olympiádě v Amsterdamu v roce 1928 startoval v běhu na 1500 metrů, ale nepostoupil do finále. Naopak na následující olympiádě v Los Angeles v roce 1932 zvítězil v novém olympijském rekordu 3:51,2. O rok později vylepšil světový rekord v tétio disciplíně časem 3:49,0. Při premiéře evropského šampionátu v Turíně v roce 1934 se stal mistrem Evropy v běhu na 1500 metrů.